# Сильвестер, Виктор
Виктор Мальборо Сильвестр (25 февраля 1900 года — 14 августа 1978 года) — английский артист, был танцором, композитором, музыкантом и бэнд-лидером британского танцевального бэнда. Виктор Сильвестер оказал большое влияние на развитие бальных танцев в первой половине XX века. Было продано 75 миллионов экземпляров его записей с 1930-х до 1980-х годов.

## Ранние годы
Сильвестр был вторым сыном викария в Уэмбли, Мидлсекс. Он учился в колледже Ardingly, школе St. John’s, Leatherhead и John Lyon School в Хэроу, из которых впоследствии отчислился. Во время Первой мировой войны, в сентябре 1916 года, он поступил на службу в британскую армию и служил рядовым разведчиком в Аргайл и Сазерленд. О своем возрасте он солгал призывным органам, заявив, что ему 20, тогда как ему было только 16. Он принимал участие в битве при Аррасе в апреле / мае 1917 года, а также был членом пяти эскадронов казни, которые расстреливали дезертиров.
Как только его реальный возраст был раскрыт, он был немедленно выведен с фронта и отправлен обратно на военную базу в Этапле. Через две недели он был переведен в первое британское отделение скорой помощи для служб Италии. 4 сентября 1917 года в Селла-ди-Дол, недалеко от Сан-Габриэле, во время эвакуации раненых итальянских военнослужащих на носилках, в результате тяжелой бомбардировки австрийцами и немцами, он был ранен в ногу из-за взрыва снаряда, но отказался от медицинской помощи, пока другие раненые не были эвакуированы. За свою доблесть он был награждён итальянской бронзовой медалью за «воинскую доблесть» в декрете военного министра Италии от 30 ноября 1917 года.
После войны он учился в Вустерском колледже в Оксфорде в течение 1 года. Ему предложили место в Королевском военном колледже в Сандхерсте и он думал продолжить свою военную карьеру, но быстро решил, что это не его. Он изучал музыку в Тринити-колледже в Лондоне, имея до этого опыт игры на фортепиано лишь из детских уроков с учителями.

## Карьера танцора
Тем временем ему стали интересны танцы. Он был одним из первых послевоенных английских танцоров, который показал полный «естественный поворот» в медленном вальсе. Это нововведение послужило причиной его победы на первом Чемпионате мира по бальным танцам в 1922 году с Филлис Кларк в качестве его партнера. Через несколько дней он женился на Дороти Ньюто.
Он снова выступил в 1924 году, заняв второе место у Максвелла Стюарта — изобретателя двойного обратного вращения в вальсе — и Барбары Майлз. Он был одним из основателей Бального комитета Императорского общества учителей танцев, который систематизировал теорию и практику бальных танцев — теперь известный как международный стиль — и опубликовал первую книгу, воплощающую новые стандарты 1927 года. Это был Modern Ballroom Dancing, ставший бестселлером и сохранившийся в печати во многих изданиях, последний из которых вышел в 2005 году.
Затем он открыл танцевальную академию в Лондоне, которая в итоге превратилась в сеть из 23 танцевальных студий. К началу 1930-х годов его учение стало известным, и он обучил некоторых знаменитостей того времени, среди которых была Эстель Томпсон, более известная как Мерл Оберон. У Виктора в 1950-х годах было свое собственное телевизионное шоу на BBC, которое называлось BBC Dancing Club, а позднее он был президентом Императорского общества учителей танцев.

## Музыкальная карьера
Отсутствие, по его мнению, правильных записей для бальных танцев, привело к тому, что Сильвестр в 1935 году сформировал свою собственную группу из пяти человек, которую впоследствии расширили и назвали «Victor Silvester and his Ballroom Orchestra», чей первый альбом «You’re Dancing on My Heart» Аль-Брайана и Джордж М. Майера), был продан в количестве 17000 копий. Он настоял, чтобы его записи точно соответствовали тактам в минуту, рекомендованным ISTD для бальных танцев, понятию, называемому «strict tempo (строгий темп)». В британских глазах он стал несмываемым связан с фразой «медленно, медленно, быстро-быстро-медленно» — ритм, который происходит в фокстрот и квикстеп.
Группа Сильвестра всегда имела характерное звучание, достигнутое необычным составом в том числе, а также раздел обычного ритма, альт-саксофон (изначально Чарли Спинелли, а позже, в течение 26 лет, Эдвард Оуэн «Poggy» Pogson, который ранее играл в оркестрах Джека Пейна и Джека Хилтона), ведущая сольная скрипка (в течение многих лет обычно это Оскар Грассо), и не одно, а два фортепиано, одно играет соло, а другое поддерживает импровизированное звенящее континуо на заднем плане на протяжении каждого произведения, Сильвестр назвал это явление «лимонад». Этот звук пианино, как говорят, был создан для него пианистом / позже, лидером группы и радио-звездой Би-би-си Феликсом Кингом.
Он отмечает в своей автобиографии, что его первые два пианисты в 1935 году были Джерри Мур отвечающий за мелодию и Феликс Кинга отвечающий за «лимонад». Более поздние пианисты в разное время, были: Мония Литер, Чарли Пуд, Джек Филлипс, Билли Манн, Виктор Паркер (также аккордеона), Эрнест «Слим» Уилсон (который также был главным аранжировщиком Сильвестра и с которым он написал несколько пьес) , Эдди Маколей и Ронни Тейлор. Барабанщиком Сильвестра на протяжении более четырёх десятилетий был Бен Эдвардс.
Это были первоклассные игроки, некоторые из которых (например, Литер, Грассо и Погсон) уже были известны в джазе или danceband кругах, прежде чем они присоединились к бэнду Сильвестра. В отличие от большинства британских танцевальных групп той эпохи, вокала у Сильвестра не было.
Он продолжал делать музыку в течение полувека, в основном охватывая популярные стандарты музыки и мелодии из телешоу, тредовый джаз и в последние годы, особенно с 1971 года, когда оркестр продолжал работать под руководством его сына Виктора Сильвестра младшего, рок, диско и поп.

## Конкуренция
Продажи записей Сильвестра были настолько велики, что конкуренция была неизбежна. Другие танцоры присоединились к этой идее и создали свои собственные бэнды. Среди них были: Генри Жак, Максвелл Стюарт, Жозефина Брэдли и Уолли Фрайер. Были и другие бэнды во главе с известными музыкантами. Лучшим из конкурентов Виктора был, вероятно, Джо Лосс, у которого была более длинная музыкальная карьера, чем у Сильвестра. В послевоенный период, победителем этой гонке в латинских танцах под (в основном) кубинские и бразильские ритмы был Эдмундо Рос.

## Последние годы
К 1958 году, когда он опубликовал свою автобиографию, тогда он уже был самым успешным лидером танцевальных бэндов в истории британской музыки и главной звездой британского радио и телевидения. Его телевизионное шоу BBC Dancing Club длилось 17 лет. Его некролог в «Таймс» отметил: «Включая радио в Фамагусте, Кейптауне или Пекине, можно услышать, как его музыка звучит из динамиков».
Виктор Сильвестр был удостоен звания офицер «Ордена Британской империи» в 1961 году. Он умер во время отпуска на юге Франции в возрасте 78 лет. Оркестр существовал под руководством его сына до 1990-х годов. Виктор, его жена и сын увековечены в Golders Green Crematorium, в Лондоне.